# Список потерь российской авиации в Чечне (с 1999 г.)
В данном списке перечислены самолёты и вертолёты, потерянные в ходе активной фазы Второй чеченской войны (1999—2000 гг.) и после её завершения. Приведены только безвозвратные потери (то есть летательные аппараты, которые были полностью уничтожены или списаны из-за невозможности ремонта), как боевые, так и небоевые. Список составлен по материалам открытых источников и не претендует на полноту; в частности, в нём не указаны летательные аппараты, которые совершили вынужденную посадку по техническим причинам или из-за боевых повреждений и не могут быть достоверно определены как уничтоженные или списанные из-за отсутствия более подробной информации.

## Вертолёты
Согласно сообщению агентства Интерфакс, за первый год войны (к сентябрю 2000 года) потери вертолётов составили 23 машины, в том числе 11 Ми-24 и 12 Ми-8.
По официальным данным, сбитый 31 августа 2002 года вертолёт Ми-24 был 36-м вертолётом, потерянным в Чечне с 1999 года.
По данным независимого наблюдателя, к ноябрю 2002 года было известно о 42 потерянных вертолётах, включая 23 Ми-8, 16 Ми-24, 3 Ми-26 и 3 машины неустановленного типа.
По данным исследователя В. Марковского (книга «Незаменимый Ми-8. Полвека в строю») со ссылкой на командование 4-й воздушной армии ВВС и ПВО, за 1999—2003 годы на Северном Кавказе по всем причинам потеряно 53 вертолёта.

### 1999
- 9 августа — Ми-8МТ и Ми-24П (оба 487-й отдельный вертолётный полк боевого управления). Уничтожены на аэродроме в Ботлихе (Дагестан) в результате обстрела с применением ПТУР. В результате погибли 3 человека.
- 11 августа — Ми-8МТВ-2 (Министерство внутренних дел). Уничтожен ПТУР после посадки в Ботлихе. Погиб 1 человек, ещё 2 позднее умерли от полученных ранений. Также ранены 3 генерала.
- 11 сентября — Ми-8МТ (326-я отдельная вертолётная эскадрилья). Сбит огнём ЗУ-23-2 в районе Гамиях (Дагестан) во время корректировки артиллерийского огня. Все 3 члена экипажа выпрыгнули с парашютами, но были убиты боевиками на земле[5].
- 25 сентября — Ми-26. Перевозя груз боеприпасов, потерпел аварию при посадке в районе Ботлиха и взорвался. 12 погибших[6][7].
- 1 октября — Ми-8МТ (85-я отдельная вертолётная эскадрилья), район Терекли-Мектеб. Падение в результате боевых повреждений после огневого воздействия с земли. Вертолёт разрушен, экипаж выжил.
- 5 ноября — Ми-24 (85-я отдельная вертолётная эскадрилья). Падение в результате боевых повреждений после огневого воздействия с земли. Вертолёт разрушен, экипаж выжил.
- 1 декабря — Ми-24 (440-й отдельный вертолётный полк), район Моздока. Падение в результате боевых повреждений после огневого воздействия с земли. Вертолёт разрушен, экипаж выжил.
- 13 декабря — Ми-8 и Ми-24П (последний — 440-й отдельный вертолётный полк). Оба вертолёта потеряны в ходе операции по спасению пилота разбившегося Су-25, Ми-24 потерян в результате огневого воздействия с земли[8]. Погибло 6 человек из экипажей обоих вертолётов.
- 27 декабря — Ми-24 (487-й отдельный вертолётный полк), Ботлих. Потеря оборотов несущего винта на взлёте. В результате падения вертолёт разрушен, экипаж выжил.

### 2000
- 24 января — Ми-8МТ (487-й отдельный вертолётный полк), район Ведено. Падение в результате боевых повреждений после огневого воздействия с земли. Вертолёт разрушен, экипаж выжил.
- 30 января — Ми-24 (487-й отдельный вертолётный полк), 7 км восточнее Ботлиха. Вынужденная посадка без огневого воздействия, с разрушением вертолёта. Экипаж выжил.
- 31 января — Ми-24П (85-я отдельная вертолётная эскадрилья). Сбит в районе Ханчаноя. Оба члена экипажа погибли.
- 7 февраля — Ми-24 (55-й отдельный вертолётный полк), около аэродрома Гизель. Падение в результате боевых повреждений после огневого воздействия с земли. Вертолёт разрушен, экипаж получил травмы, госпитализирован.
- 18 февраля — Ми-8 (490-й отдельный вертолётный полк). Сбит огнём с земли. Погибло 15 человек.
- 18 февраля — Ми-8 (490-й отдельный вертолётный полк), 7 км восточнее Итум–Кале. Авария при заходе на посадку в трудных условиях в горах. Вертолёт разрушен, экипаж выжил.
- 20 февраля — Ми-8 (325-й отдельный транспортно-боевой вертолётный полк), 7 км восточнее Итум–Кале. Авария при заходе на посадку в трудных условиях в горах. Вертолёт разрушен, экипаж выжил.
- 22 февраля — Ми-24 (487-й отдельный вертолётный полк), 6 км восточнее населённого пункта Шатой. Сбит огнём ДШК, экипаж покинул вертолёт на парашютах и выжил.
- 2 марта — Ми-8 (325-й отдельный транспортно-боевой вертолётный полк), район населённого пункта Шатой. Катастрофа в результате потери оборотов несущего винта на взлёте с последующим жёстким приземлением. Лопастью отбита кабина пилотов.
- 12 июня — Ми-8МТ. Упал после взлёта в районе Ханкалы. Погибли 4 человека[9].
- 6 августа — Ми-8. Повреждён огнём с земли в районе Аршты и совершил вынужденную посадку[10], предположительно сгорел. Погиб 1 человек[11].

### 2001
- 19 июля — Ми-8 (Министерство внутренних дел). Потерпел катастрофу в районе Энгеноя. Погибло 9 человек, ещё 5 получили ранения[12][13].
- 14 августа — Ми-8 (Федеральная пограничная служба). Потерпел катастрофу при заходе на посадку в районе Тусхарой[14]. Погибли 3 человека.
- 15 августа — Ми-24В (487-й отдельный вертолётный полк). Сбит огнём с земли в районе Ца-Ведено. Оба члена экипажа погибли[15].
- 2 сентября — Ми-8 (Министерство обороны). Выполняя транспортный рейс, в результате неисправности разбился на границе Чечни и Дагестана, в районе селения Хиндой. Погибли 4 человека, 2 получили ранения[16].
- 17 сентября — Ми-8МТ (325-й отдельный вертолётный полк). Сбит ПЗРК над Грозным. На борту вертолёта находилась комиссия Генерального штаба. Погибли 13 человек, в том числе 2 генерала, 8 полковников Генштаба и три члена экипажа[17][18].

- 1 декабря — Ми-26Т (325-й отдельный транспортно-боевой вертолётный полк СКВО). При перелёте Ханкала-Моздок-Егорлыкская вышли из строя двигатели; вертолёт совершил аварийную посадку в станице Стодеревской. Погибли 2 человека и 16 получили травмы[19][20].

### 2002
- 27 января — Ми-8МТВ-2 (70-й отдельный смешанный авиаполк). Сбит ПЗРК в районе станицы Шелковская. Погибли 14 человек, в том числе 2 генерала[21].

- 28 января — Ми-8. Подбит огнём автоматического оружия в районе Дышне-Ведено. Совершил аварийную посадку и сгорел. Трое раненых[22][23].
- 3 февраля — Ми-24П (Федеральная пограничная служба). Пропал в плохих погодных условиях в горных районах Чечни. Все 3 члена экипажа считаются погибшими, хотя боевики заявляли об их пленении[24][25].
- 7 февраля — Ми-8 (4 армия ВВС и ПВО военно-воздушных сил). Упал после взлёта в Ханкале. Погибли 7 человек, ещё 3 получили ранения[26].
- 19 августа — Ми-26 (Сухопутные войска). Совершил вынужденную посадку в районе Ханкалы после поражения из ПЗРК. Погибло 127 человек (самая крупная вертолётная катастрофа в истории авиации).

- 31 августа — Ми-24П (487-й отдельный вертолётный полк боевого управления). Сбит ПЗРК в районе села Бешил-Ирзу. Взорвался в воздухе, оба члена экипажа погибли. По официальным данным он стал 36-м вертолётом, потерянным федеральными силами во второй чеченской кампании.[27].
- 26 сентября — Ми-24В (55-й отдельный вертолётный полк). Сбит ПЗРК в районе Галашки (Ингушетия). Три члена экипажа погибли[28][29].
- 17 октября — Ми-8МТВ-2 (Министерство внутренних дел). Зацепился за линию электропередач в районе Комсомольского, уклоняясь от обстрела с земли. Погибло 3 человека.
- 29 октября — Ми-8МТ (Министерство внутренних дел). Сбит в районе Ханкалы. Погибли 4 человека[26].
- 3 ноября — Ми-8МТ (487-й отдельный вертолётный полк боевого управления Сухопутных войск). Сбит ПЗРК возле Ханкалы. Погибло 9 человек[30][31].
- 11 ноября — Ми-24. Потерпел аварию в районе Ханкалы и сгорел. Пострадавших нет[26][32].

### 2003
- 20 марта — два Ми-24 (Сухопутные войска). Столкнулись с горой Дайхох (Шатойский район) при полёте в сложных метеорологических условиях. Погибли 4 члена экипажей.
- 6 июля — Ми-8МТ. Неисправность руля высоты, потерпел крушение при соприкосновении о соседнюю сопку в районе Бачи-Юрт. Погибли 5 человек, ещё 10 получили ранения[13].
- 2 августа — Ми-24. Потерпел аварию возле селения Конжухой (Итум-Калинский район) и подорван федеральными силами. Пострадавших нет[33].
- 7 августа — Ми-8МТ. Сбит огнём с земли в районе Дышне-Ведено. Погиб 1 член экипажа и 2 получили ранения[34].
- 18 ноября — Ми-24. Совершил аварийную посадку в Ханкале из-за неполадок в двигателе. Машина потеряна, оба члена экипажа получили травмы[35][36].

### 2004
- 7 июля МО РФ Боевая потеря Ми-24 во время высадки ДШБ в районе н. п. Комсомольское. Выполнил вынужденную посадку. Члены экипажа были спасены.
- 5 сентября — Ми-8 (Министерство внутренних дел). Выполняя рейс Грозный-Магас, разбился в 1,5 км северо-западнее населенного пункта Карабулак. Два члена экипажа погибли, один получил ранения[37].
- 12 сентября — Ми-24. Потерпел катастрофу во время разведки местности в районе Алхан-Калы. По разным данным, сбит или задел линию электропередач[38]. Оба члена экипажа погибли.

### 2005
- 10 марта — Ми-8 (Федеральная пограничная служба). Потерпел катастрофу в районе Грозного, задев линию электропередач[39]. На обшивке упавшего вертолёта была найдены пулевые пробоины[40]. Погибло 15 человек.
- 22 марта — Ми-8 (Министерство внутренних дел). Упал в районе Грозного, по некоторым данным, был сбит огнём с земли[41]. Пострадало 13 человек, из них 2 позднее умерли от полученных ранений.
- 16 июля — Ми-8 (Министерство обороны). Потерпел катастрофу в районе Итум-Кали. Погибли, по разным данным, 8 или 9 человек[9][42].

### 2007
- 27 апреля — Ми-8. Потерпел катастрофу из-за ошибки пилота во время высадки десанта в районе Шатоя (по другой версии, сбит). Погибли 18 человек, в основном — военнослужащие спецназа ГРУ[43].

### 2013
- 16 марта — вертолет Ми-8 МНП разбился в Чечне при заходе на посадку в сложных метеоусловиях. Три члена экипажа погибли, один ранен.[44]

### 2018
- 7 марта — вертолет Ми-8 разбился в Чечне при заходе на посадочную площадку, находящуюся в горной местности. Шесть человек погибли, один ранен.[45]

## Самолёты

### 1999
- 9 сентября — Су-25. Сбит огнём крупнокалиберного пулемёта в районе Карамахи (Дагестан)[46]. Пилот катапультировался и был спасён.
- 3 октября — Су-25 (368-й штурмовой авиаполк). Сбит ПЗРК в районе Толстой-Юрт во время разведывательного вылета. Пилот погиб.
- 4 октября — Су-24МР (11-й разведывательный авиаполк). Сбит ПЗРК в районе Грозного. Один лётчик погиб, второй катапультировался и позднее в результате специальной операции был спасён.
- 13 декабря — Су-25 (368-й штурмовой авиаполк). Потерпел аварию в районе Бачи-Юрт по техническим причинам (по другим данным, сбит ПЗРК[46]). Пилот катапультировался и спасён.

### 2000
- 7 мая — Су-24МР. Сбит ПЗРК в районе Беной-Ведено. Оба лётчика погибли.

### 2001
- 14 июня — два Су-25 (461-й штурмовой авиаполк). Столкнулись с горой во время вылета в плохих погодных условиях в районе Шатоя. Оба пилота погибли[47].

### 2002
- 29 апреля — Су-25. Потерпел катастрофу в Веденском районе. Пилот погиб[48].

## Общая статистика
По состоянию на 16 июля 2025 года в списке перечислены следующие потери:
| Вертолёты           | #  |
| Ми-8                | 31 |
| Ми-24               | 19 |
| Ми-26               | 3  |
| Итого: 51 вертолёта |    |

| Самолёты            | # |
| Су-24               | 5 |
| Су-25               | 6 |
| Итого: 11 самолётов |   |

Эти данные не являются полными и могут меняться по мере обновления и дополнения списка.